# Eesti Superkarikas 2009
La Eesti Superkarikas 2009 è stata la 14ª edizione della competizione, che si è svolta il 3 marzo 2009 allo Sportland Arena di Tallinn tra il Levadia Tallinn, vincitore della Meistriliiga 2008, e il Flora Tallinn, vincitore della Coppa d'Estonia 2008-2009. Il Flora Tallinn ha conquistato il trofeo per la quinta volta nella sua storia.

## Tabellino
| Arbitro: | Sten Kaldma |

|              |           |                                        |
| Zelinski 70’ | Marcatori | 23’ Reintam 52’ (rig.) Siksten Kasimir |